# Gioachimismo
Per Gioachimismo s'intende l'influsso che deriva dal pensiero di Gioacchino da Fiore sui pensatori e sulle correnti religiose e filosofiche successive.
In particolare, Gioacchino condannò la corruzione della Chiesa e profetizzò l’avvento di una nuova era cristiana ispirata e governata dallo Spirito Santo.
La  visione escatologica di Gioacchino ribalta quella di Sant'Agostino (secondo il quale una libertà perfetta durante la vita terrena era impossibile) e, interpretando le Sacre Scritture, descrive la storia cristiana come successione di tre periodi: 
- l'età del Padre (corrispondente alle narrazioni dell'Antico Testamento);
- l'età del Figlio (ovvero l'età contemporanea, che va dal Nuovo Testamento fino al tempo di Gioacchino e, in base a un'esegesi di un passo dell'Apocalisse di Giovanni dovrebbe finire nel 1260);
- l'età dello Spirito (cioè l'età futura, caratterizzata dall'avvento di una nuova Chiesa tollerante, ecumenica e spirituale che prenderà il posto della vecchia Chiesa dogmatica, gerarchica, troppo materiale).

## Storia
Si distinguono di solito i gioachimiti dagli pseudogioachimiti o gioachimisti (che hanno recepito solo in parte le tesi di Gioacchino o hanno aggiunto teorie estranee al pensiero originario).
Tra i sostenitori ricordiamo Luca Campano, Raniero da Ponza che diffuse il pensiero gioachimita in Francia meridionale e Spagna, l'abate Matteo da Fiore de la Tuscia suo primo successore.
Tra gli altri, si avvicinarono al pensiero di Gioacchino Salimbene de Adam da Parma, Ruggero Bacone (1214-1292), il francescano francese Pietro di Giovanni Olivi (1248-1298) il pesarese Angelo Clareno (1247-1337), l'inglese Guglielmo di Ockham (1280-1349), Papa Celestino V (1215-1296), Girolamo Savonarola (1452-1498).
Poi ci sono i florensi (monaci, chieri e laici) che sono i seguaci di Gioacchino da Fiore, i quali accettarono di vivere cristianamente congregati secondo gli Istituti della Congregazione florense delle origini, concepiti da Gioacchino e approvati dal Celestino III nel 1196. Questi istituti furono poi in parte riformati nel 1204 sotto l'abaziato di Matteo, successore di Gioacchino, con ratifica di Innocenzo III che impose agli ex monaci florensi di vivere secondo la Regola di San Benedetto.
Se il gioachimita studia l'opera esegetica di Gioacchino da Fiore, il florensologo studia la Congregazione florense delle origini, rappresentando detta Congregazione l'esempio di vita cristiana concepito e applicato, tra il 1189 e il 1202, da Gioacchino da Fiore, protoabate florense, prima in Sila, poi sulla presila Ionica, quindi nella presila cosentina, con fondazioni istituite anche a Fiumefreddo e a Rocca di Neto  e tenimenti fino alle rive dei  mari Ionico e Tirreno, tutte collocate su un'unica strada, che come un filo tiene unite queste Perle.
Nella Divina Commedia Gioacchino è citato nel Paradiso, Canto XII, (vv. 140-141). L'estensione delle idee gioachimite nella struttura e nell'ispirazione della Divina Commedia è dovuta agli insegnamenti a Firenze del suo seguace Pietro di Giovanni Olivi .
Negli scritti di Cristoforo Colombo si trovano numerosi richiami all'autorità profetica di Gioacchino; Michelangelo, che ebbe tra i suoi maestri spirituali gli illustri gioachimiti Egidio da Viterbo e Pietro Galatino, dispose gli affreschi della Cappella Sistina secondo geometrie e simbologie gioachimite.